# بخش د کرونل پرینگلز
بخش د کرونل پرینگلز (به اسپانیایی: Partido de Coronel Pringles) یک منطقهٔ مسکونی در آرژانتین است که در استان بوئنوس آیرس واقع شده‌است. بخش د کرونل پرینگلز ۵٬۲۵۷ کیلومتر مربع مساحت و ۲۳٬۷۹۴ نفر جمعیت دارد.